# Мишел льо Телие
Мишел льо Телие (на френски: Michel le Tellier; * 19 април 1603, Париж, Кралство Франция; † 30 октомври 1685, Париж, Кралство Франция) е френски държавник от ранните години на управлението на Луи XIV. Заемал е постовете секретар на войната и канцлер. Той е баща на известния маркиз дьо Лувоа – съзидател на френската военна мощ през ХVІІ век.

## Живот
Роден е в семейството на държавен служител. Получава юридическо образование и през 1631 г. става кралски прокурор (тогава крал е Луи ХІІІ).
През Тридесетгодишната война неговите качества са забелязани от кардинал Мазарини, който го издига до поста секретар на войната (1643). На това място льо Телие показва отлични администраторски способности. Първото изпитание пред него е каква позиция да заеме по време на Фрондата – гражданската война на Парижкия парламент и големите аристократи против короната. Той остава верен на кардинала, с което предвещава бъдещата си кариера. Друг критичен момент идва със смъртта на Мазарини. Льо Телие избягва сблъсък с Жан-Батист Колбер за нов най-доверен човек на краля. Неговата отстъпчивост предопределя за известно време сътрудничество между двамата.
Той, заедно с Колбер и Лион, участва във вътрешния съвет на Луи XIV – органът, който взема фактически всички решения от 1661 г. насетне.
Голямата заслуга на Мишел льо Телие е превръщането на френската армия в удобен инструмент на абсолютната монархия на Луи XIV. Организира увеличаването на числеността ѝ до невероятните за епохата 120 000, както и първите стъпки в нейното превъоръжаване. В последните години му съдейства синът му, който се оказва същинският двигател на промените. Тъкмо това е армията, която налага превъзходството на Луи XIV в Европа и която оцелява без съществени изменения до революцията от 1789 г.
През 1677 г. вече възрастният льо Телие става канцлер. Като такъв възстановява изучаването на право в Парижкия университет и повлиява на краля за отмяната на Нантския едикт (1685). Неговата омраза към протестантството заслепява трезвата му преценка и тази на краля. В резултат се стига до излишно напрежение и до уронване на френския авторитет в Европа.

## Фамилия
Мишел льо Телие има три деца:
- Франсоа льо Телие, маркиз дьо Лувоа (1641 – 1691), министър на войната след 1685; неговият син маркиз дьо Барбезьо също е министър на войната, а внукът му Луи Шарл льо Телие е маршал на Франция. Сред неговите наследници са херцог дьо Ришельо и австрийската императрица Елизабет (Сиси).
- Шарл Морис льо Телие (1642 – 1710), архиепископ на Реймс.
- Мадлен Фар льо Телие (1645 – 1668), от която произхождат днешните принцове на Монако от рода Грималди.